# Meteorraj

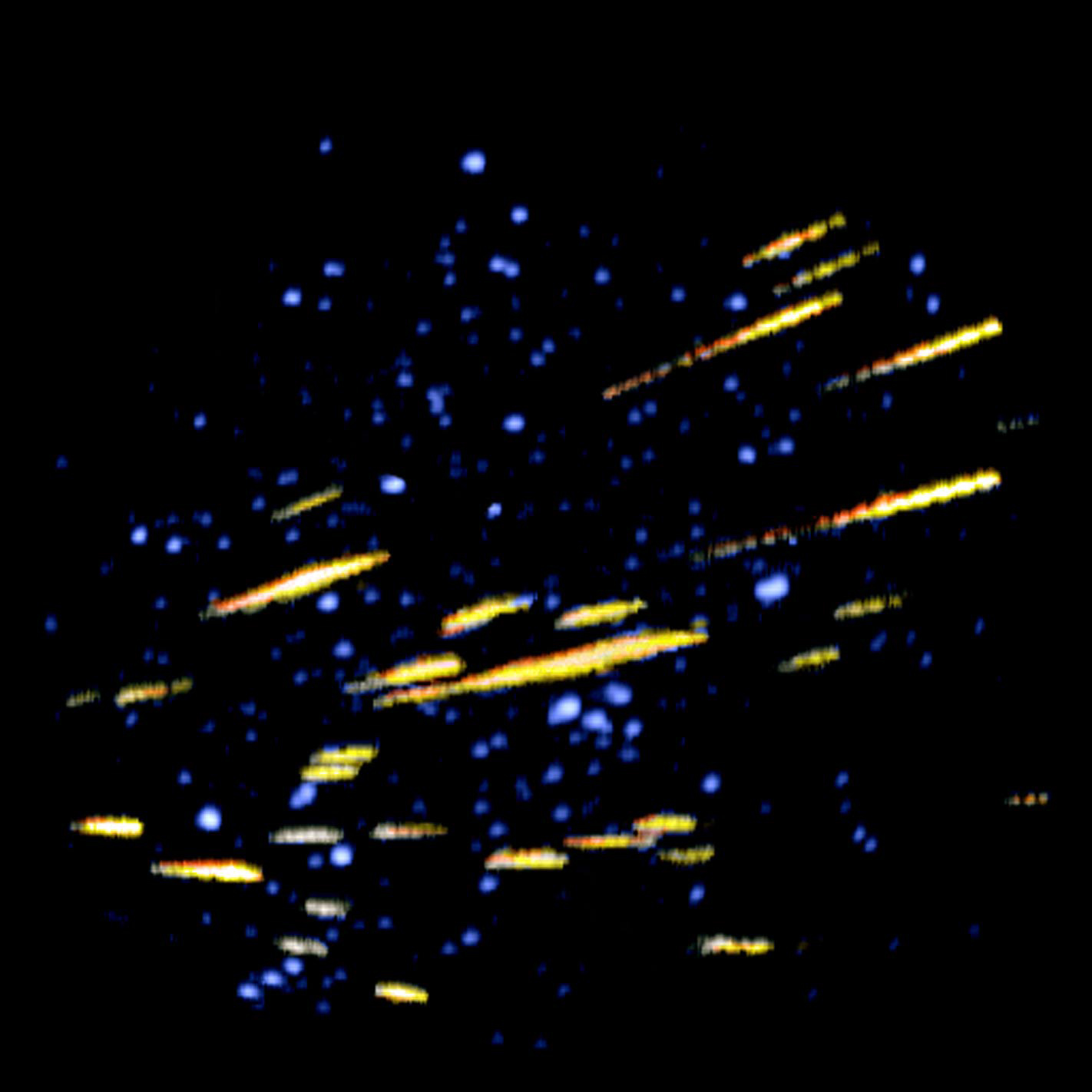
Hosszú expozíciójú idejű fénykép a Monocerotidák 1995-ös kitöréséről. A narancssárga meteorok egy pont, a radiáns felől látszanak szétrepülni, (amely ennél a rajnál a Monoceros csillagképben van)

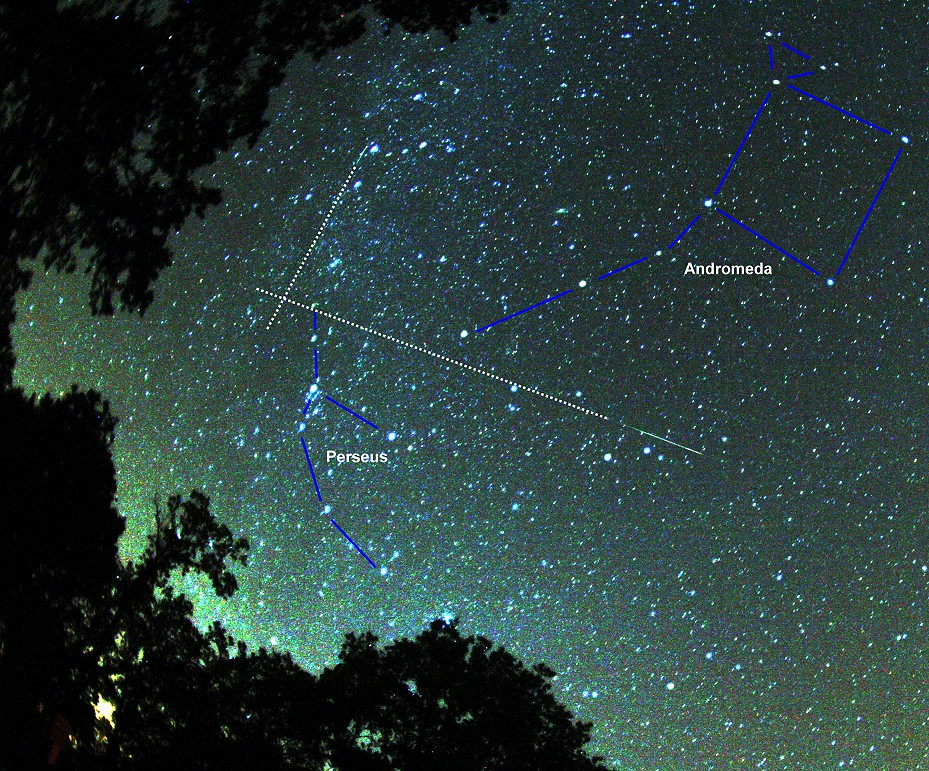
Két perseida, az útjukat összekötő egyenesen fekszik a raj radiánsa

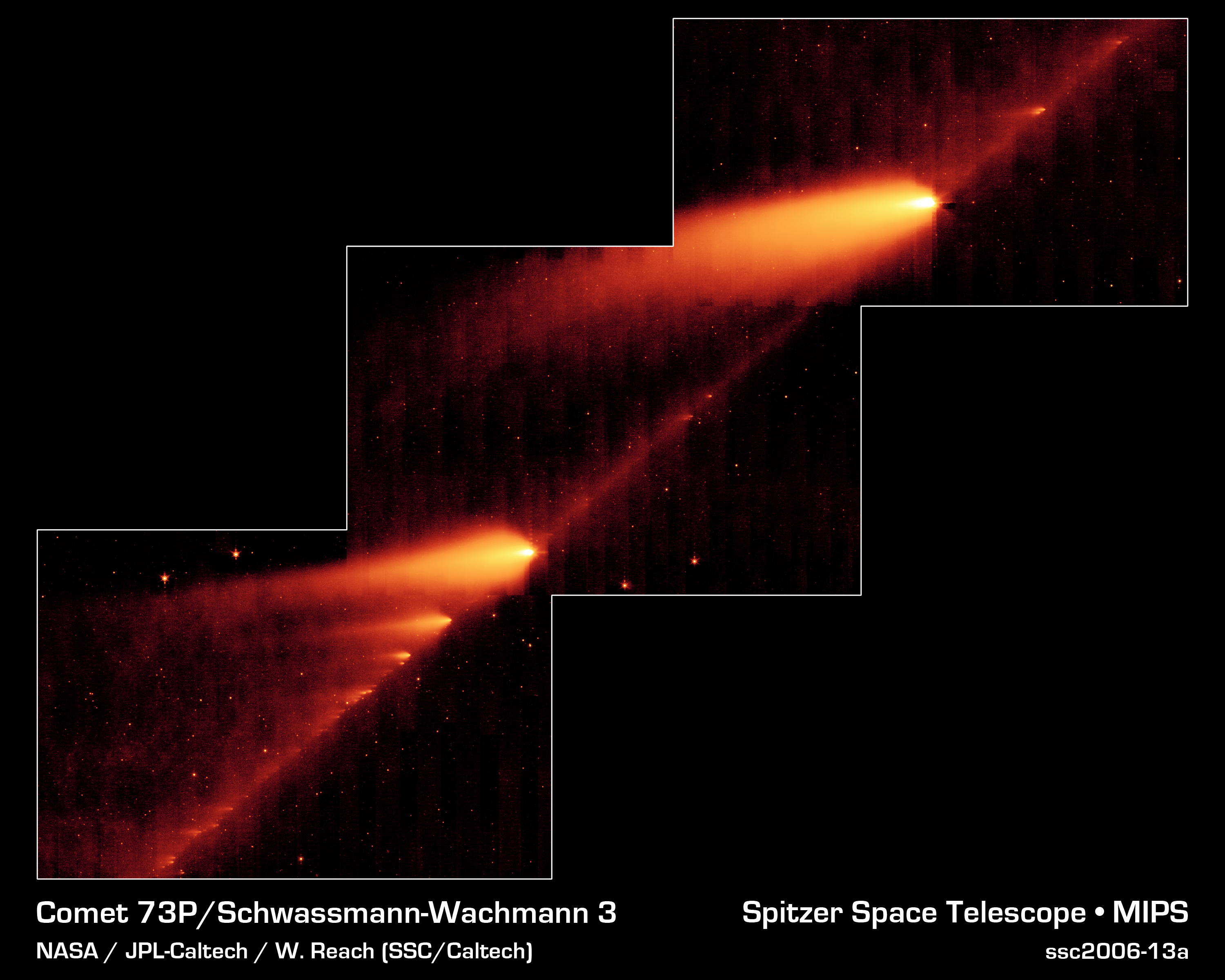
A 73P/Schwassman-Wachmann 3 üstökös szétesése. A kisebb-nagyobb darabok a pálya mentén szóródnak szét. A Föld 2022-ben megközelítette a részecskék pályáját, ekkor az új raj erős hullást produkált. A Spitzer űrtávcső infravörös felvétele.

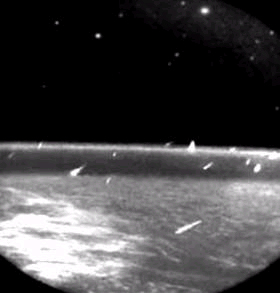
A Leonidák maximuma az űrből

A meteorraj közös eredetű meteorok (amíg az űrben vannak, meteoroidok) sokasága, melynek tagjai az év ugyanolyan időszakában hullanak, radiánsuk és fizikai tulajdonságaik megegyeznek vagy hasonlóak. A világűrben közös pályán keringenek, és közös a szülőégitestjük is, amelynek darabjai, ez rendszerint egy kisbolygó vagy egy üstökös (nem mindegyik rajról állapítható meg teljes bizonyossággal a szülőégitest). Elnevezésük rendszerint a radiáns égbolton elfoglalt helye szerint történik (azaz általában annak a csillagképnek a nevéből ered, ahonnan a meteorok látszólagos égi pályája kiindulni látszik, ezen párhuzamos pályák iránypontja).
A legismertebb meteorrajok a Perseidák (a Perszeusz csillagkép után, szülőégitestjük a Swift-Tuttle üstökös, maximumuk augusztusra esik, miattuk augusztus a hullócsillagok időszaka) és a Leonidák (a „meteorrajok királya”, mivel fényes meteorok igen intenzív hullását produkálja, de csak 33 évenként van nagy maximuma – legutoljára 1999-ben volt – szülőégitestje a Tempel-Tuttle üstökös, nevét az Oroszlán csillagkép után kapta).

## A meteorrajok keletkezése
Amikor egy üstökös a Nap közelébe érkezik, a benne levő jég és az abba belefagyott por a világűr vákuumában felmelegedve szublimáció során kiszabadul. A porszemcsék (azaz a meteoroidok) a szülő égitestéhez közel hasonló pályára kerülnek. Ezeket a kidobott anyagfelhőket nevezzük meteorrajnak. Az idő során ezek egyre jobban szétszóródnak.
Ennek oka részben, hogy az üstökös szilárdabb részei, a gázok és a jég elillanásának hatására, az üstökösmag forgása miatt mind kicsit különböző irányokba és különböző sebességgel repülnek ki. A későbbiekben még tovább módosul az útvonaluk: részben a bolygók perturbációs hatása miatt, illetve az egész kis részecskékre már érdemben hat a Nap fénynyomása és a napszél részecskéi is. Az üstökös felszínéből kitörő gázsugarak mint természetes rakétahajtóművek magának az üstökösnek a pályáját is módosítják. Összességében a kidobott felhő egyre távolabb kerül a szülőégitesttől.
A meteoroidok idővel szétoszlanak a pálya mentén. Azonban egy periodikus üstökös minden egyes napközelségekor újabb, sűrű felhőt dob ki magából. Egy meteorraj tehát nagyon összetett anyagfelhők halmaza: idősebb, diffúz, és fiatalabb, de sűrűbb komponensekből áll. A folyamat összetettsége, és a porfelhők láthatatlansága miatt nagyon nehéz előrejelezni, hogy egy üstökösmag közelében hol és mennyi poranyag van – így a meteorrajok jelentkezését pontosan előrejelezni is meglehetősen nehéz.

## Ismertebb meteorrajok
Az összes ismert meteorraj száma bizonyosan meghaladja a 300-at. Éves rendszerességgel mintegy 55 meteorraj jelentkezik, ezek az évi áramlatok.
- Perseidák
- Leonidák
- Quadrantidák
- Lyridák

## Külső hivatkozások
- Csizmadia Szilárd: Meteorcsillagászat, in: Meteor Csillagászati Évkönyv, 2004 Archiválva 2019. augusztus 4-i dátummal a Wayback Machine-ben